# Książę Rohan-Rohan
Książę Rohan-Rohan - tytuł książęcy rodu Rohan. 
Książę Rohan-Rohan był również:
- księciem Frontenay
- księciem de Soubise
- księciem Maubuisson
- hrabią de Saint-Pol
- hrabią de la Voulte Tournon d'Albon
- hrabią Saint Gerand-de-Vaux
- markizem Annonay
- baronem Longuèze
- panem Serrieres

## Początki tytułu
Księstwo-parostwo Frontenay powstało w 1626 roku z baroni Frontenay-l'Abattu (obecnie Frontenay-Rohan-Rohan), jego pierwszy władcą był Benjamin de Rohan, pan de Soubise. Po jego bezpotomnej śmierci księstwo odziedziczyła jego siostrzenica Małgorzata de Rohan (1617–1684), ostatni potomkiem i spadkobierca najstarszej linii rodu. 
Księstwo zostało ponownie wzniesione do godności parostwa pod nazwą Rohan-Rohan w 1714 roku.

## Lista książąt Frontenay następnie Rohan-Rohan
- Benjamin de Rohan (1585 1642) pan Soubise i Frontenay Baron i 1. książę Frontenay
- Małgorzata de Rohan (1617 1684), księżna Rohan i guwernantka Francji, księżna Frontenay, księżna de Soubise,de Leon i hrabina Porhoet;
- Franciszek de Rohan(1630 † 1712), 1. książę de Soubise, książę Frontenay od 1684 hrabia Rochefort, generał porucznik królewskiej armii, gubernator Szampanii, Brie i Berry;
- Mériadec Herkules de Rohan (1669 † 1749), książę Frontenay i pierwszy książę Rohan-Rohan i guwerner Francji 2. książę de Soubise, książę Maubuisson, hrabia de la Voulte Tournon d'Albon i Saint Gerand-de-Vaux, markiz Annonay, baron Longuèze pan Serrieres
- Karol de Rohan (1715 † 1787), książę Ventadour i guwerner Francji (1717), książę Maubuisson, 4. książę de Soubise (1724), książę Epinoy (1724/39 i 1742/87), markiz de Roubaix, hrabia de Saint-Pol, 2. książę Rohan-Rohan i guwerner Francji 1749, kapitan-porucznik żandarmów gwardii króla, marszałek Francji, minister stanu, żeglugi i marszałek Francji i dziedziczny konetabl Flandrii, seneszal Hainaut.